# Scilla Elworthy
Priscilla „Scilla” Elworthy (ur. 3 czerwca 1943 w Galashiels) – działaczka na rzecz pokoju i założycielka Oxford Research Group, organizacji pozarządowej powstałej w 1982 w celu rozwijania skutecznego dialogu między twórcami polityki nuklearnej na całym świecie a ich krytykami, za co trzykrotnie została nominowana do Pokojowej Nagrody Nobla. W 2003 założyła Peace Direct, organizację charytatywną wspierającą lokalnych działaczy pokojowych na obszarach objętych konfliktami. W 2003 otrzymała Pokojową Nagrodę Niwano. Od 2005 była doradczynią Petera Gabriela, Desmonda Tutu i Richarda Bransona, założycieli The Elders. Jest członkinią World Future Council, a w 2012 była współzałożycielką Rising Women Rising World – społeczności kobiet ze wszystkich kontynentów odpowiedzialnych za tworzenie inkluzywnego świata.

## Życiorys

### Edukacja
Urodzona w Galashiels w Szkocji jako córka Betty z Cunninghamów i Freda, Elworthy uczęszczała do Berkhamsted School for Girls dzięki stypendium otrzymanemu od hrabstwa Herts. W 1962 przeniosła się do Irlandii, aby studiować nauki społeczne w Trinity College w Dublinie. Podczas wakacji pracowała w obozach dla uchodźców we Francji i Algierii. Po ukończeniu studiów podróżowała po Afryce Zachodniej i po Republice Południowej Afryki. W latach 1966–1969 była zaangażowana w zarządzanie marketingami różnych butików, w szczególności we wprowadzenie na rynek kolekcji Mary Quant. W 1993 uzyskała tytuł doktora nauk politycznych na University of Bradford.

### Kariera
W latach 1970–1976 przewodniczyła Kupugani, południowoafrykańskiej organizacji zajmującej się edukacją żywieniową. Zainicjowała sprzedaż koszy bożonarodzeniowych pracownikom przemysłowym, w ten sposób zapewniając coroczne samofinansowanie na cele charytatywne organizacji R6million.
W 1976 pomogła zorganizować budowę i uruchomienie Market Theatre, pierwszego międzyrasowego teatru w RPA. W 1977 założyła Grupę Praw Mniejszości we Francji, a w 1978 przeprowadziła badała i przedstawiła raport na temat okaleczania żeńskich narządów płciowych. Doprowadziło to do powstania kampanii Światowej Organizacji Zdrowia mającej na celu wyeliminowanie tej praktyki. W latach 1979–1981 była konsultantką ds. kobiet w UNESCO. Opisała wkład UNESCO w drugą Międzynarodową Konferencję w sprawie kobiet, która odbyła się w 1980 pod hasłem „Rola kobiet w badania sytuacji pokoju, pokojową edukację i poprawa stosunków między narodami”.
W 1982 założyła fundację Oxford Research Group (ORG), która niezależnie bada proces podejmowania decyzji w zakresie bezpieczeństwa wśród pięciu głównych państwach nuklearnych podczas i po zimnej wojnie. Zjednoczyła decydentów, uczonych, wojskowych i cywilów, by zapoczątkować dialog na rzecz pokoju. Za tę pracę została trzykrotnie nominowana do Pokojowej Nagrody Nobla, a w 2003 zdobyła Pokojową Nagrodę Niwano. Do 2003 była dyrektorem wykonawczym ORG.
W 2003 założyła nową organizację charytatywną – Peace Direct, która wspiera lokalnych działaczy na rzecz pokoju na obszarach objętych konfliktami. Podczas gali London Charity Awards w 2005 Peace Direct została uznana za „Najlepszą nową organizację charytatywną”. Elworthy nie bierze udziału w prowadzeniu organizacji, ale jest jej ambasadorką.
W 2002 wyprodukowała sztukę wystawioną w Teatrze Opery Królewskiej w Londynie, zatytułowaną „Transformacja 11 września”. W 2004 dostarczyła materiały do produkcji filmu „Rozmowy z Terrorystami w Royal Court Theatre w Londynie”. W 2007 jej raport dotyczące oblężenia Fallujah w Iraku został wykorzystany jako podstawa do opracowania pt. „Fallujah” autorstwa Jonthana Holmesa.
Jej praca w ramach Światowego Festiwalu Pokoju w Berlinie w 2011 polegała na wyznaczeniu 7 możliwych do realizacji celów w budowaniu strategii globalnego pokoju. Elworthy przygotowała program dwudniowej międzynarodowej konferencji na temat budowania pokoju. Wraz ze znajomymi stworzyła publikację pt. Tools for Peace dystrybuowaną podczas festiwalu. Współtworzyła nagranie wyprodukowane przez TalkWorks we współpracy z Different Films Ltd., w którym przedstawiono 7 kroków do rozwiązania konfliktu w rodzinie, miejscu pracy lub społeczności.
Jesienią 2007 Elworthy dołączyła do Międzynarodowej Grupy Zadaniowej ds. dyplomacji prewencyjnej (International Task Force on Preventive Diplomacy). W 2009 została jedną z bohaterek filmu dokumentalnego „Soldiers of Peace”.
Mimo że przez ostatnie 20 lat Elworthy prowadziła liczne wykłady na całym świecie, a nawet wielokrotnie pojawiała się w telewizji i radiu, w latach 2005–2009 opinia publiczna nie zwracała uwagi na jej działania. Doradzała wtedy Richardowi Bransonowi, Desmondowi Tutu oraz Peterowi Gabrielowi przy tworzeniu The Elders, niezależnej grupy wybitnych światowych przywódców, zgromadzonych przez Nelsona Mandelę, którzy oferowali swoje wpływy i doświadczenie w celu wsparcia w budowaniu światowego pokoju, pomocy w rozwiązywaniu głównych przyczyn ludzkiego cierpienia i promowania wspólnych interesów ludzkości.
Od jesieni 2011 Elworthy prowadzi w Berlnie we współpracy z Thomasem Hüblem kurs świadomości i transformacji konfliktów skierowany do pracowników średniego szczebla. Jest patronką „The GREAT. Initiative Gender Rights and Equality Action Trust” i członkinią Międzynarodowego Komitetu Doradczego Instytutu Ekonomii i Pokoju, poza tym organizacji „Voice of Woman” i „Oxford Research Group”, doradczynią MasterPeace – międzynarodowej oddolnej inicjatywy pokojowej, oraz członkinią Komitetu sterującego PAX, mającego na celu zapobieganie wojnom i ludobójstwom. Od początku lat 90. XX wieku jest członkinią Religijnego Towarzystwa Przyjaciół (kwakrów).
W 2012 Elworthy współtworzyła „Rising Women Rising World”, społeczność kobiet na wszystkich kontynentach, która bierze odpowiedzialność za budowę inkluzywnego świata. Pieczę nad organizacją sprawuje zaangażowana grupa specjalistów z wielu dziedzin: ekonomii, biznesu, zarządzania, bezpieczeństwa, zdrowia, ekologii, mediów, kultury i sztuki, edukacji, duchowości.
W latach 2013–2014 Elworthy współpracowała z grupą młodych przedsiębiorców społecznych w „The DO School” w Hamburgu w celu podniesienia świadomości na temat pracy budowniczych pokoju na całym świecie. Jest zaangażowana w Szkołę DO i jej rozwój międzynarodowy jako członkini zarządu.
We wrześniu 2017 opublikowała raport The Business Plan for Peace – Building a World Without War, w którym pokazała, jak 25 sprawdzonych strategii zapobiegania wojnie można rozszerzyć i przedłużyć o ponad 10 lat w celu zapobiegania przemocy zbrojnej na całym świecie. Opisała, w jaki sposób ludzie w każdym kraju mogą nauczyć się umiejętności zapobiegania konfliktom i stosować proponowane techniki we własnych społecznościach, szkołach, w miejscu pracy i rodzinach. Recenzje były tak korzystne, że wiele strategii z książki jest wdrażanych w różnych dziedzinach życia. Elworthy buduje zespół, który umożliwi rozwój tej wizji.
Doradza kierownictwu wybranych międzynarodowych korporacji w inwestowaniu i wzmacnianiu ich roli w zapobieganiu konfliktom zbrojnym. Jej TED talk na temat niestosowania przemocy został obejrzany przez blisko 1,5 mld osób (na stronie, na której jest udostępniopny, został wyświetlony blisko 1,3 mld razy).

### Życie prywatne
W 1970 wyszła za mąż za Murraya McLeana, południowoafrykańskiego przedsiębiorcę. Jest matką Polly Jess McLean (ur. 1974), macochą Leigh, Jayi, Shirley, Sophie i Pippy oraz babcią Pearl Mai Mary, Wolfetone’a i Rainera Jaya.

## Publikacje
Elworthy napisała, zredagowała i przyczyniła się do stworzenia ogromnej liczby raportów, artykułów oraz książek, w tym:
- 1986: redaktorka: How Nuclear Weapons Decisions Are Made (Macmillan, Londyn)[24]
- 1987: autorka: Who Decides? Accountability and Nuclear Weapons Decision-Making in Britain (Oxford Research Group)
- 1988: producentka: The Nuclear Weapons World: Who How and Where (Pinter Publishers, Londyn)[25]
- 1989: autorka: Parliament, the Public and NATO’s Nuclear Weapons (Oxford Research Group)
- 1990: współautorka: New Threats and New Responses: proposals for future security decision-making in Europe (Oxford Research Group)
- 1991: współautorka: Defence and Security in the New Europe: Who will decide? (Oxford Research Group)
- 1992: redaktorka: International control of the Arms Trade (Oxford Research Group)
- 1996: redaktorka i współpracowniczka: Re-thinking Defence and Foreign Policy (Spokesman Press, London)
- 1996: autorka: ‘Power & Sex’ (Element Books)
- 1997: redaktorka: Proposals for a Nuclear Weapon-Free World – a meeting between China and the West (Oxford Research Group)
- 2001: współautorka: The United States, Europe and the Majority World after 11 September (Oxford Research Group)
- 2001: producentka: War Prevention Works: 51 case studies of people resolving conflict (Oxford Research Group, Oxford)
- 2002: współautorka: A Never-Ending War? Consequences of 11 September (Oxford Research Group)
- 2002: współautorka: The ‘War on Terrorism’: 12-month audit and future strategy options (Oxford Research Group)
- 2001: współautorka: 9/11: What Should We Do Now? (Open Democracy)
- 2001: autorka: Widening Atlantic (Open Democracy)
- 2002: autorka: The Road Not Taken (Open Democracy)
- 2003: autorka: The crisis over Iraq: the non-military solution (Open Democracy)
- 2003: autorka: Waiting For The Dawn: A Bagdad Diary (Open Democracy)
- 2003: autorka: Iraq: A Way Out? (Open Democracy)[26]
- 2004: autorka: Cutting the Costs of War: non-military prevention and resolution of conflict (Oxford Research Group)
- 2004: autorka: Peacemaking At The Sharp End: Iraq Before & After War (Open Democracy)[27]
- 2005: autorka: Learning from Fallujah’s Agony (Open Democracy)[28]
- 2005: autorka: Tackling Terror By Winning Hearts & Minds (Open Democracy)[29]
- 2005: współautorka: Hearts and Minds: human security approaches to political violence (Demos, London)[30]
- 2006: autorka: If Diplomacy Fails (Open Democracy)
- 2006: współautorka: Making Terrorism History (Random House, London)
- 2009: współautorka: Soul Power (BookSurge)
- 2010: Tools For Peace (World Peace Partnership)
- 2010: Is it time for a worldwide strategy for the building of peace? (Open Democracy)
- 2011: Peace can be planned. Just like health (Open Democracy)
- 2011: Feast with your enemies – Dekha Ibrahim Abdi (Open Democracy)
- 2014: Pioneering the Possible: Awakened Leadership for a World That Works (North Atlantic Books)
- 2017: The Business Plan for Peace – Building a World Without War (Peace Direct)[7].

Raporty opracowane przez Oxford Research Group są dostępne na ich stronie internetowej lub, w przypadku starszych raportów, poprzez bezpośredni kontakt.